# Егоровщина
Его́ровщина — деревня в Иркутском районе Иркутской области России. Входит в состав Никольского муниципального образования. Находится примерно в 43 км к северу от районного центра.

## Население
По данным Всероссийской переписи, в 2010 году в деревне проживали 382 человека (182 мужчины и 200 женщин).
| 2002 | 2010 | 2011 | 2012 |
| ---- | ---- | ---- | ---- |
| 339  | ↗382 | ↗385 | ↗392 |